# Дорфанева къща
Дорфаневата къща (на гръцки: Αρχοντικό Δορφάνη) е къща в град Сяр, Гърция.

## Местоположение
Разположена е в североизточната част на града, на улица „Константинополис“ № 57. Собственост е Илиарион Дорфанис.

## История
Построена е в 30-те години на XX век и е представителен пример за преходната епоха на архитектурата, която използва елементи от историческата морфология, но и с острите си геометрични форми възвестява появата на модерната архитектура.
В 1980 година къщата е обявена за защитен паметник на културата.